# 377P/Scotti
377P/Scotti, komet Jupiterove obitelji